# Nico's Last Concert: Fata Morgana
Nico's Last Concert: Fata Morgana je koncertní album německé zpěvačky Nico. Album nahrála 6. června 1988 v Západním Berlíně. Jedná se o její poslední koncert. Nico totiž zemřela 18. července téhož roku při dovolené na Ibize. Album vyšlo 22. února 2000.

## Seznam skladeb
Všechny skladby napsal(i) Nico, James Young, Henry Olsen a Eric Graham Dowdall, pokud není uvedeno jinak. 
| Pořadí | Název                            | Autor | Délka |
| ------ | -------------------------------- | ----- | ----- |
| 1.     | The Sound I                      |       | 10:42 |
| 2.     | The Hanging Gardens of Semiramis |       | 9:17  |
| 3.     | Your Voice                       |       | 7:17  |
| 4.     | Will Be Seven                    | Nico  | 6:41  |
| 5.     | Fata Morgana                     |       | 6:49  |
| 6.     | All Saints' Night                | Nico  | 6:23  |
| 7.     | The Sound II                     |       | 6:17  |
| 8.     | You Forget to Answer             | Nico  | 3:57  |

## Sestava
- Nico – zpěv, varhany
- James Young – klavír, syntezátor
- Henry Olsen – kytara
- Eric Graham Dowdall – bicí, perkuse